# Atrichochira commoni
Atrichochira commoni är en tvåvingeart som beskrevs av Christine Lynette Lambkin och Yeates 2003. Atrichochira commoni ingår i släktet Atrichochira och familjen svävflugor. Inga underarter finns listade i Catalogue of Life.